# مقاطعة مكدونالد (ميزوري)
مقاطعة مكدونالد (بالإنجليزية: McDonald County)‏ هي إحدى المقاطعات في ولاية ميزوري في الولايات المتحدة الأمريكية.